# 5805 Ґлазґо
5805 Ґлазґо (5805 Glasgow) — астероїд головного поясу, відкритий 18 грудня 1985 року.
Тіссеранів параметр щодо Юпітера — 3,374.